# Neon Nights (Album)
Neon Nights ist das vierte Studioalbum der australischen Sängerin Dannii Minogue. Das Album wurde erstmals am 17. März 2003 veröffentlicht und enthält vier Singleauskopplungen: Who Do You Love Now?, Put the Needle on It, I Begin to Wonder und Don’t Wanna Lose This Feeling.

## Hintergrundinformationen
Im November 2001 veröffentlichte Minogue die Single Who Do You Love Now?, die den dritten Platz in den britischen Musikcharts und den ersten Platz in den britischen Dance Charts erreichte. Es erreichte den 15. Platz in Australien und den 12. Platz in den Vereinigten Staaten nach Billboard (Hot Dance Club Songs). 2001 unterzeichnete Minogue einen Vertrag über sechs Alben mit London Records, einer Tochtergesellschaft von Warner Music International.
Das Album hat eine allgemein positive Aufnahme von Musikkritikern empfangen. Es war nach sechs Jahren Minogues erstes Studioalbum seit Girl von 1997. Neon Nights wurde ihr erfolgreichstes Album und erreichte den achten Platz in Großbritannien. In Australien war das Album jedoch mäßig erfolgreich und erreichte lediglich den 25. Platz in den ARIA Charts.
2007 erschien eine Neuausgabe in einer Deluxe-Edition.

## Titelliste
| Nr. | Titel                                              | Autor(en)                                                                 | Länge |
| --- | -------------------------------------------------- | ------------------------------------------------------------------------- | ----- |
| 1.  | Put the Needle on It                               | Henrik Korpi, Mathias Johansson, Karen Poole, Dannii Minogue              | 3:24  |
| 2.  | Creep                                              | Korpi, Johansson, Poole, Minogue                                          | 3:28  |
| 3.  | I Begin to Wonder                                  | Dacia Bridges, Olaf Kramolowsky, Jean-Claude Ades, Minogue, Ian Masterson | 3:40  |
| 4.  | Hey! (So What)                                     | Hannah Robinson, Julian Gingell, Barry Stone                              | 3:32  |
| 5.  | For the Record                                     | Korpi, Johansson, Poole, Minogue                                          | 3:21  |
| 6.  | Mighty Fine                                        | Gil Cang, E. Winstanley, Sekou Bunch, Thomas Brown, Thomassina Smith      | 3:55  |
| 7.  | On the Loop                                        | Bruno Alexandre, Camille Troillard, Minogue, Matthieu Joly, Terry Ronald  | 3:28  |
| 8.  | Push                                               | Minogue, Masterson, Ronald, John Guldberg, Tim Stahl                      | 3:21  |
| 9.  | Mystified                                          | Masterson, Ronald, Minogue                                                | 3:43  |
| 10. | Don’t Wanna Lose This Feeling                      | Alexandre, Troillard, Minogue, James Khari, Joly, Ronald                  | 3:50  |
| 11. | Vibe On                                            | Savan Kotecha, J. Bjorklund, Minogue                                      | 3:40  |
| 12. | Piece of Time                                      | Alexandre, Troillard, Minogue, Joly, Ronald                               | 3:22  |
| 13. | Who Do You Love Now?                               | H. Pulmann, G. van Vlaanderen, Victoria Horn                              | 3:25  |
| 14. | It Won’t Work Out / Come and Get It (Hidden Track) | Masterson, Ronald, Minogue / Ades, Minogue, Robinson                      | 12:37 |

## Rezeption

### Chartplatzierungen
| ChartsChartplatzierungen     | Höchstplatzierung | Wochen |
| ---------------------------- | ----------------- | ------ |
| Australien (ARIA)            | 17 (7 Wo.)        | 7      |
| Deutschland (GfK)            | 66 (1 Wo.)        | 1      |
| Vereinigtes Königreich (OCC) | 8 (13 Wo.)        | 13     |

### Auszeichnungen für Musikverkäufe
| Land/Region                  | Auszeichnungen für Musikverkäufe (Land/Region, Auszeichnung, Verkäufe) | Verkäufe |
| ---------------------------- | ---------------------------------------------------------------------- | -------- |
| Vereinigtes Königreich (BPI) | Gold                                                                   | 100.000  |
| Insgesamt                    | 1× Gold ·                                                              | 100.000  |